# Papekopveld
Papekopveld of Papekopperveld is een olie- en gasveld nabij de Nederlandse plaats Waarder in de provincie Zuid-Holland.

## Geschiedenis
Het veld is tijdens een proefboring in 1986 op twee kilometer diepte ontdekt door de Nederlandse Aardolie Maatschappij (NAM). Tijdens deze proefboring werden in de onderliggende breuklagen gezocht naar koolwaterstof. Met name in de geologische groepen buntsandstein en rotliegend is gezocht en in de laatste is ook koolwaterstof aangetroffen. Het gebied is 63 km² groot.
Enkele factoren droegen erbij dat het veld niet in productie is genomen. Dit waren onder andere de onzekerheid ten aanzien van de hoeveelheid winbare delfstoffen en de afwezigheid van afvoerinfrastructuur.
Door de stijgende energieprijzen wordt het in exploitatie nemen van dit veld weer overwogen. In 2010 kreeg het Canadese bedrijf Vermilion Energy vrijstelling om vanaf 2017 hier olie en gas te gaan winnen. In 2015 deed Vermilion een eerste poging gaswinning uit het Papekopveld te starten. De vergunning hiervoor werd geweigerd door minister Henk Kamp. Eind 2022 kondigde het bedrijf opnieuw aan gaswinning uit het veld te willen opstarten. Begin 2024 deed Vermilion het verzoek de Rijkscoördinatieregeling toe te passen, zodat het Rijk vergunningverlener is in plaats van de gemeenten.
De olie die gewonnen kan worden valt onder API 33.

## Verzet
De gemeente Woerden verzet zich  tegen de gaswinning, onder meer vanuit het college, de gemeenteraad en de lokale bevolking in Woerden, omdat het gasveld onder de wijk Molenvliet ligt, en niet gegarandeerd kan worden dat de gaswinning geen gevolgen heeft voor de Woerdense bevolking. Daarbij speelt nog mee dat Woerden zelf actief beleid voert om vanaf 2030 klimaatneutraal te zijn. Ook de provincie Utrecht is tegen gaswinning, de gaswinningslocatie ligt echter in de provincie Zuid-Holland, terwijl het gasveld zelf voornamelijk in de provincie Utrecht ligt.

## Galerij

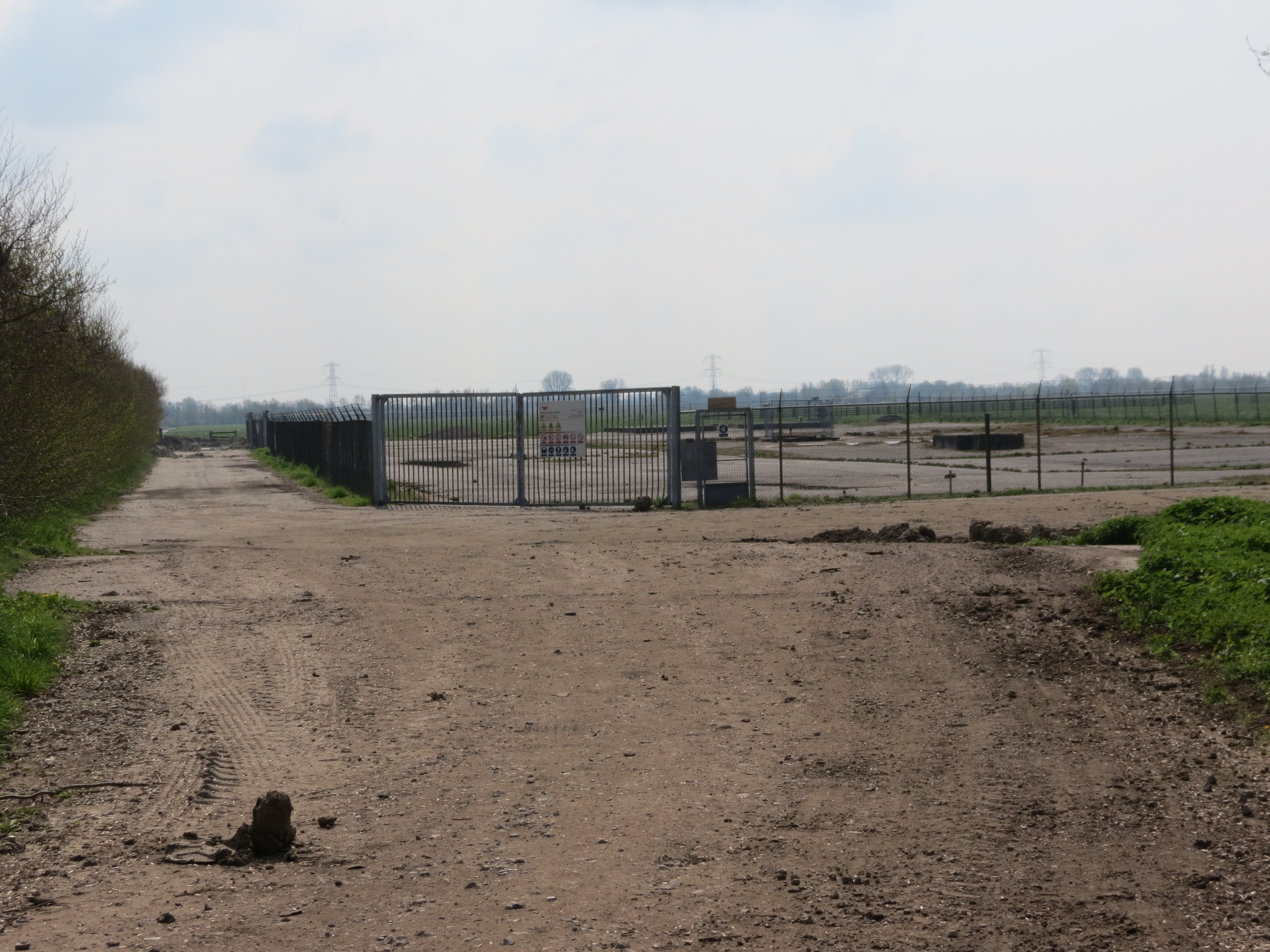
Waarder Zuid-Holland Papekopveld 2019
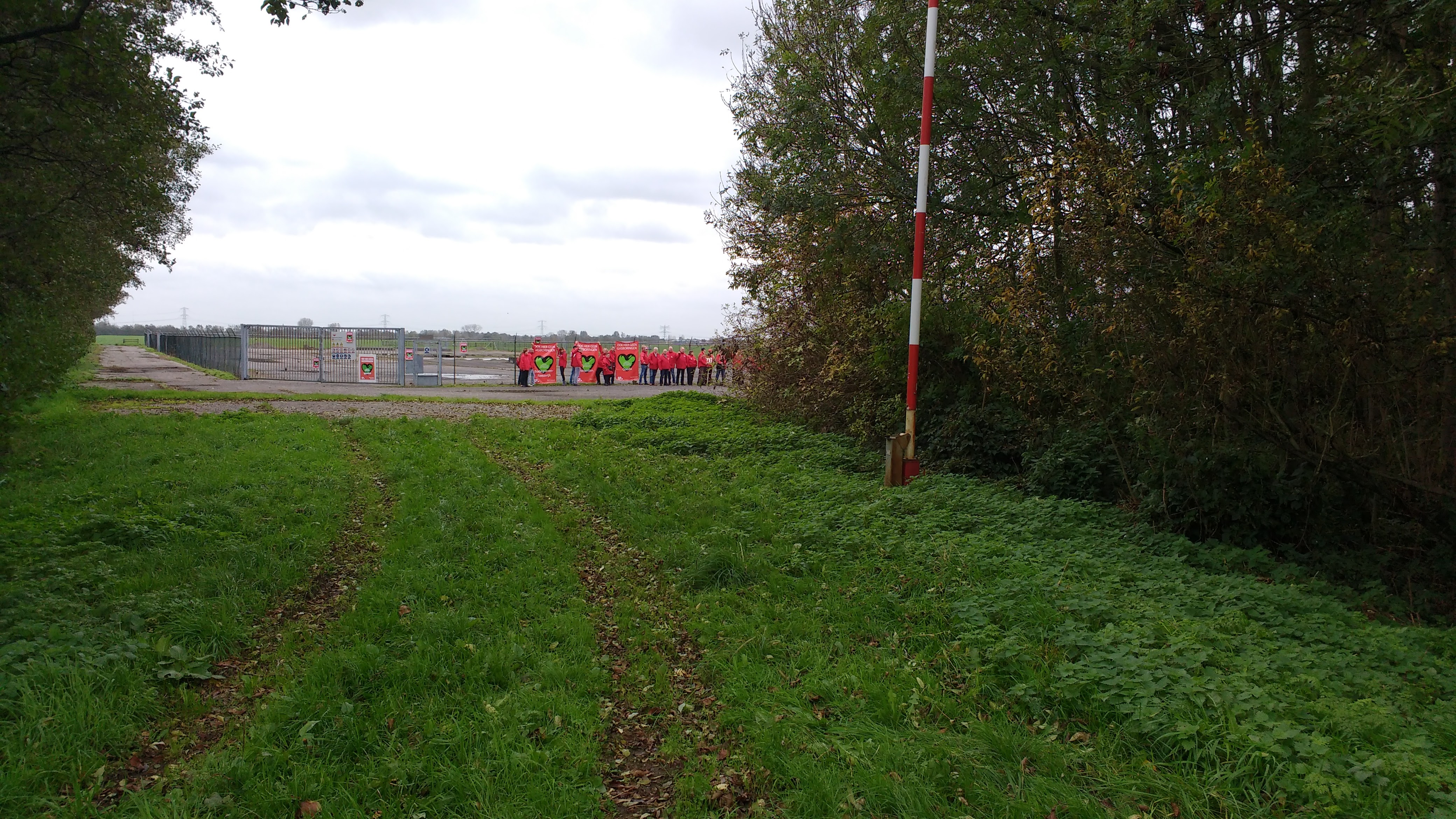
inter-regionale SP actie met Laat Het Groene Hart Niet Barsten